# Сидулино
Сидулино (мар. Сидункырык) — деревня в Горномарийском районе Марий Эл Российской Федерации. Входит в состав Пайгусовского сельского поселения.
Численность населения — 53 чел. (2014 год).

## Этимология
Название происходит от мужского имени Сидул/Сидун чувашского происхождения. Марийское название Сидункырык происходит от имени Сидул/Сидун и слова кырык — «гора».

## География
Располагается в 4 км от административного центра сельского поселения — села Пайгусово.

## История
В 1930 году жителями деревни был создан колхоз «Красный Восток», после войны укрупнённый в колхоз «Большевик».

## Население
| 2002 | 2010 | 2014 |
| ---- | ---- | ---- |
| 48   | ↗57  | ↘53  |